# アンヌ＝マリー・ド・ブルボン

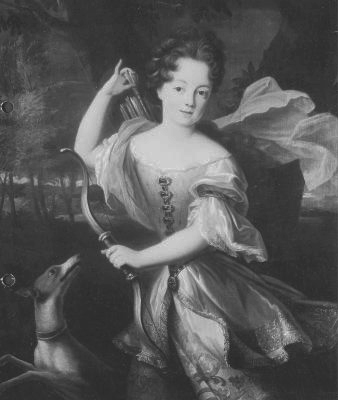
コンデ姫、ルイ・フェルディナン・エル (子)画、アンホルト城付属博物館蔵

アンヌ＝マリー＝ヴィクトワール・ド・ブルボン（Anne-Marie-Victoire de Bourbon, 1675年8月11日 オテル・ド・コンデ - 1700年10月23日 アニエール城）は、ブルボン朝時代フランスの女性王族、血統内親王。

## 生涯
大コンデ親王の継嗣として当時アンギャン公爵と呼ばれていたコンデ公アンリ＝ジュールと、プファルツ＝ジンメルン公エドゥアールの娘アンヌ・ド・バヴィエールの間の第7子・三女。両親は彼女が生まれる直前に第4子（5月）・第5子（6月）を相次いで亡くしている。
アンヌ＝マリーは小柄な姉妹たちの中でも目立って背が低かったため、宮廷でのダンスなどへの参加を避けたという。ただし、容姿は他の姉妹たちより魅力的だと言われていた。宮中では初めアンギャン姫（Mademoiselle d'Enghien）と呼ばれたが、1688年に姉のブルボン姫マリー＝テレーズが結婚してコンティ公妃と称すると、コンデ公家の最年長の姫としてコンデ姫（Mademoiselle de Condé）と称することになった。父が1684年にコンデ公家の家督を継いでいたためである。
ルイ14世王とモンテスパン夫人の長男メーヌ公ルイ・オーギュストの花嫁候補だったが、メーヌ公は彼女を選ばず、代わりに1692年アンヌ＝マリーの1歳下の妹シャロレー姫ルイーズ・ベネディクトと結婚した。結婚が忌避されたのはアンヌ＝マリーの体が弱かったためだったという。この他、ドイツ人のブランデンブルク＝アンスバッハ辺境伯ゲオルク・フリードリヒ（後のイギリス王妃キャロラインの異母兄）との縁談もあったが、実現していない。25歳で呼吸器疾患のため亡くなり、フォーブール・サン＝ジャックのカルメル修道院に葬られた。
サン＝シモン公爵はアンヌ＝マリーの死に際し次のように記した：

## 引用・脚注
1. ↑   Secret memoirs of the court of Louis XIV and of the regency, Madame, p.324. (1824) 2010年3月10日閲覧。